# Abrahambeeld

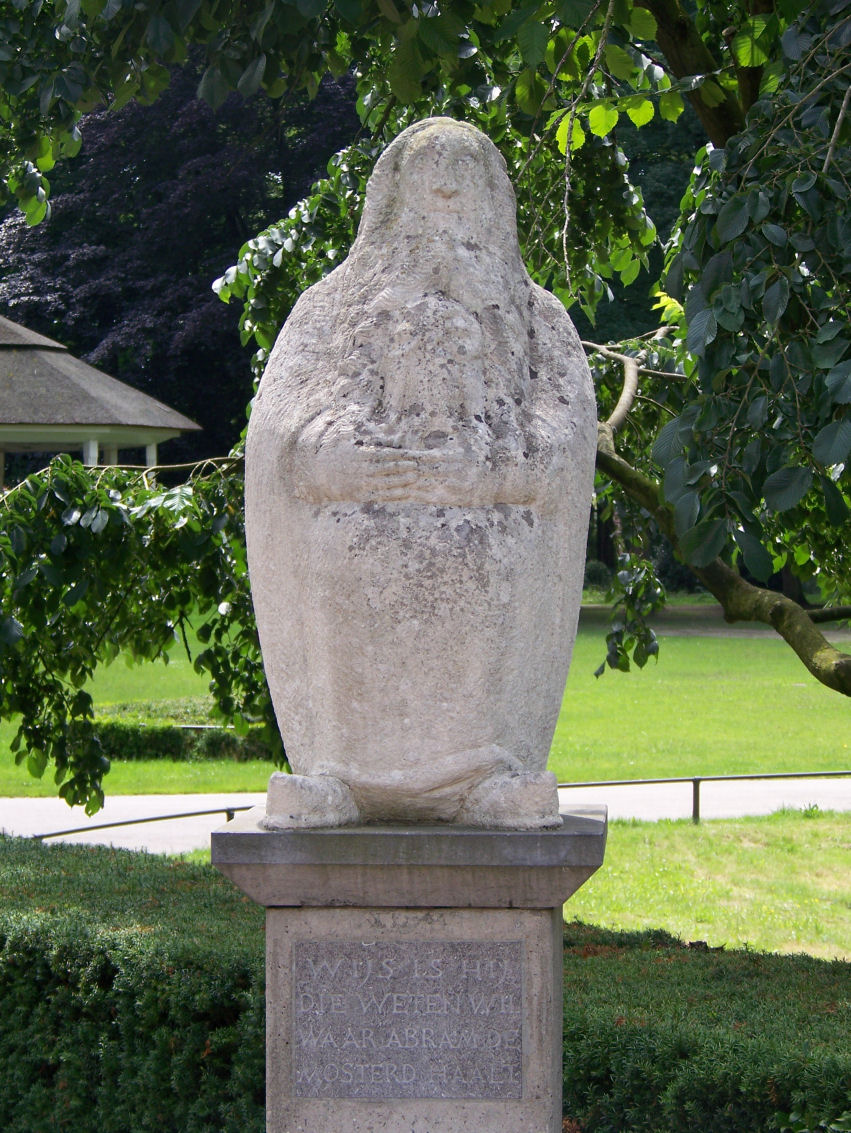
Het verweerde Abrahambeeld in 2008

Abraham of het Abrahambeeld of Abrahammonument is een standbeeld in de Nederlandse plaats Oosterhout in de Noord-Brabantse gemeente Oosterhout. Het beeld staat op een betonnen sokkel bij de ingang van het Slotpark in de Abrahamhoek aan de Slotlaan en verwijst naar Abraham zien op je vijftigste verjaardag.

## Geschiedenis
Toen in 1963 Leo Wellens 50 jaar werd, wilde hij dat feit dat jaar vieren met andere mannen die dat jaar ook 50 geworden waren en organiseerde de eerste Abrahamdag. De organisatoren van dat jaar waren zo enthousiast dat men die dag sindsdien is blijven organiseren.
Op 7 oktober 1967 werd op de vijfde Abrahamdag het Abrahambeeld onthuld door de burgemeester van Oosterhout, Mr. A.J.M. Elkhuizen. Het beeld was in opdracht van het Abrahamcomité gemaakt door kunstenaar Niel Steenbergen en stelt Abraham voor.
In 2012 zag de Abrahamdag haar eigen Abraham. Het beeld was er na al die jaren slecht aan toe en de contouren van het beeldhouwwerk waren vervaagd.
Op 2 september 2017 werd er aan de ingang van het stadspark een nieuw Abrahambeeld onthuld. Het nieuwe beeld is een exacte kopie van het oorspronkelijke beeld, maar is uitgevoerd in een hardere steensoort, trachiet. Het oude beeld gaat naar de zusters van Sint-Catharinadal.

## Opschrift
Op de sokkel staat de tekst te lezen:

Wijs is hij
die weten wil
waar Abraham
de mosterd haalt
Abrahamdag
1967
een idee van
Leo Wellens.